# Conciliábulo
Se llama conciliábulo (del latín: Conciliabulum) a la reunión tenida por los herejes o cismáticos contra las reglas de la disciplina de la Iglesia. Esta reunión, podía ser tanto en forma de un conventículo como de una conferencia.
Los arrianos, los novacianos, los donatistas, los nestorianos, los eutiquianos y demás sectas han formado muchos en las que han establecido sus doctrinas. El más célebre de estos concilios es el que se ha llamado el latrocinio de Efeso celebrado en esta ciudad por Dioscoro patriarca de Alejandría, al frente de los partidarios de Eutiques. Condenó el concilio de Calcedonia, pronunció anatema contra el papa San León, hizo maltratar a sus legados y a todos los obispos que no quisieron ponerse de su parte. 
También, en la historia de la Iglesia católica, se ha aplicado con frecuencia como diminutivo a reuniones de obispos o cardenales que no tienen reconocimiento de concilios o sínodos eclesiásticos plenos o incluso regionales. Un ejemplo es el concilio de 1511 convocado en Pisa por el papa Julio II y el rey Luis XII de Francia, llamado comúnmente "Conciliábulo (Conciliabulum) de Pisa", para dirimir, casi exclusivamente, un conflicto por cuestiones territoriales y de poder político.
En sentido amplio, es un término que puede aplicarse a cualquier reunión secreta, relacionada con conspiraciones o conjuras.